# روبر ژیرارده
روبر ژیرارده (فرانسوی: Robert Girardet‎; ۱۱ مارس ۱۸۹۳ – ۱ مارس ۱۹۷۷) قایقران قایق بادبانی اهل فرانسه بود.